# 合 (天文)
合（ごう、英語：conjunction）とは位置天文学や占星術において、二つの天体がある観測点（通常は地球）から見てほぼ同じ位置にある状態を指す言葉である。特に太陽系天体の場合には、地球から見てある天体が太陽とほぼ同じ位置にある状態を指す。後者の合は厳密には、その天体と太陽の地球から見た黄経の差が0度となる瞬間として定義される。内惑星の合は内合と外合に分けられる。合を表す記号は（Unicode: 0x260c ☌）である。

## 内惑星・外惑星との関係

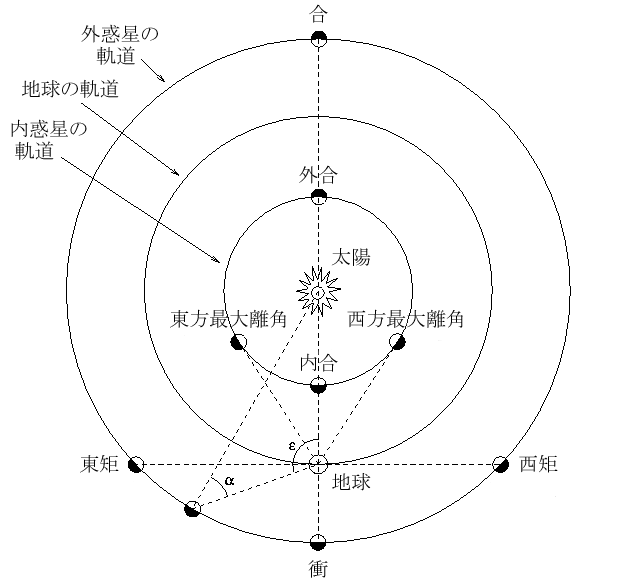

内合・外合という語は地球から見た内惑星である水星と金星について専ら用いられるが、一般に任意の二惑星について、外側を公転する惑星から内側の惑星を見た場合の内合・外合を同様に定義できる。例えば地球から見て火星が衝の時、火星から見ると地球は内合である。
太陽系の外惑星や小惑星・彗星については、地球から見て太陽と同じ方向にある場合に「合の位置にある」と単純に言うことが多い。月は新月（朔）の時に太陽と合となる。

## 黄経の合・赤経の合
一般に太陽系天体の合は複数の天体の黄経が同じ値をとる状態を指すが、赤経の値が等しい場合にも合と呼ぶ場合がある。両者を特に区別する必要がある場合にはそれぞれ黄経の合、赤経の合と呼ぶ。黄道と天の赤道は23.4°傾いているため、通常は黄経の合と赤経の合は完全に同時には起こらないが、ほぼ近い日時に起こる。ただし三連会合は黄経もしくは赤経のいずれか一方でしか起こらない。合の状態にある惑星は天球上で非常に近い位置にあり、通常は一方の天体がもう一方の天体の北または南を通過するように見える。

## 掩蔽・通過・食
黄経の合の状態にある二つの天体が黄緯も同じ値をとる場合（または赤経の合の状態にある二天体が赤緯も同じ値をとる場合）には、地球に近い方の天体がもう一方の天体の手前を通ることになる。このような時には両者によって掩蔽現象が起こる。片方の天体がもう片方の天体の影に入る場合を食と呼ぶ。例えば、月が地球の影と合の状態になり、影の中に入る現象を月食と呼ぶ。手前の天体の視直径が後ろの天体の視直径よりも十分に小さい場合には通過と呼ぶ。例として、水星が太陽と内合の状態になって太陽の手前を通過する現象を水星の太陽面通過と呼ぶ。金星と太陽で起こる同様の現象を金星の太陽面通過と呼ぶ。手前の天体が後ろの天体より大きく、後ろの天体が完全に隠される場合には掩蔽と呼ばれる。掩蔽の例は月が地球と太陽の間に入って太陽の一部または全部が隠される日食である（日食には食という名前が付いているが掩蔽に分類される）。太陽や月以外の天体による掩蔽は非常に稀な現象である。月による惑星の掩蔽は割合頻繁に起こっており、毎年数回地球上から観測できる。

## 歴史上の合
占星術師たちは、合と歴史的な変事を結び付けてきた。こうした考えは『大会合の書』を著したアブー・マーシャルらイスラム世界の占星術師たちによって発展させられたもので、12世紀ルネサンスを通じて西洋占星術にも導入された。合は周期性を持つため、年代の整理に用いようとするものも現れた（占星年代学）。
また、惑星多数でなくても金星と木星の合は吉兆とされ、その時に生まれた者を「サーヒブ・キラーン（直訳では「合の持ち主」、意訳で「天運の主」など）」と呼ばれ、幸運の持ち主とされて、オスマン帝国などでは（実際にその時に生まれたのかはさておき）格上の存在のない世界の王の称号とされ、オスマン帝国の全盛期を築いたスレイマン1世は、歴史上の大帝国の君主だったチンギス・ハンやティムールと共にこの称号の持ち主とされた。
歴史上、よく知られている合や社会的な騒擾を惹き起こした合としては、以下の例を挙げることが出来る。
- 紀元前7年 - 木星、土星、火星の三重合
  - 聖書に記述されているベツレヘムの星はこの三重合だったとする解釈がしばしばなされている。しかしこの現象での木星と土星の角距離は約1度で月の視直径の2倍に近く、極端に近い接近ではない。木星による土星の掩蔽は有史以降起こっていない。
  - この説の提唱者はしばしばヨハネス・ケプラーとされるが、実際にケプラーが推測したのは、木星と土星のグレートコンジャンクションがあった紀元前7年は、処女懐胎の年にふさわしいということだけで、合とベツレヘムの星を同一視したわけではなかった[3]。
- 1186年 - 天秤宮に全ての惑星が集まった[4]。
  - トレドのヨハネという人物が、「トレドの書簡」（1179年）で、この年に世界的な大災害が起こり、特に9月には大地震が起こると予言したため、大騒ぎになった。実際には、特筆すべき大災害は起こらなかった。[5]。
- 1345年11月20日 - 宝瓶宮で木星、火星、土星の合が起こる。
  - 1348年にパリ大学医学部は、1347年から流行していたペストの原因は、この合にあったという公式声明を出した[6]。
- 1484年 - 天蠍宮で土星、木星、火星の三重合が起こった。
  - ヨハン・リヒテンベルガーの『予言集』（1488年）では、この年に教会の刷新者として現れることになる偽預言者が生まれたと述べられていた。これは後にカトリック側からもルター派からも、マルティン・ルターのこととされた（カトリックは「偽預言者」に、ルター派は「刷新者」に、それぞれ力点を置いている）。ルターの生年は1483年だが、当時はこの合にあわせるために、占星術師たちはルターの生年をしばしばずらしていた[7]。
- 1524年2月 - 双魚宮に多くの星が集まり、幾つもの合が起こった。
  - 1499年の暦書で、ヨハネス・シュテフラー（Johannes Stöffler）が、この年に第2のノアの大洪水が起こると予言し、大きな騒ぎになった[8]。
- 1584年 - 双魚宮で木星と土星の合が起こった。
  - 占星術師キュプリアヌス・レオウィティウスは、『20年間の予言』（1564年）において、この合を理由のひとつとする形で、世界が終わると予言し、当時非常に話題になった[9]。
- 1962年2月 - 8つの惑星の会合
  - インドでは大災厄が起こるとされてパニックになり、ネルー首相が鎮静化のための声明を出す事態にまでなった[10]。

## 犯・凌犯
合のうち天体が7寸（約0.7度）以内に接近することは、日本、中国など東アジアの古文献に「犯」と記され、凶兆と考えられていた。また、清朝初期の暦書である『管窺輯要　巻六』の「五星総論」では相去度一尺（約1度角）以内を犯、五寸（約0.5度）以内を凌犯としている。
以下に古文献に見られる事例を示す。
- 正始元年 (240年) 10月乙酉、彗星西方に現れる。尾宿にあって長さ三丈、牽牛宿を払って太白（金星）を犯す。同年11月甲子、進んで羽林（みずがめ座の星官の一つ）を犯す。（宋書天文志）
- 寛平2年 (890年) 11月2日、歳星（木星）が氐宿（てんびん座）を犯す。（日本紀略）
- 天慶年間 (938年-947年) 、天文博士が「月が大将星（しし座のシグマ星か）を犯したので左右大将は重く慎むべき」と勘文を奉った。（宇治拾遺物語）
- 寛和2年（986年）6月22日、陰陽師安倍晴明が天変により花山天皇の退位を察知した（大鏡）。古天文学者の斉藤国治は天文計算により、この天変を歳星（木星）が氐宿の距星（てんびん座アルファ星）を犯したことであるという説を唱えた。[13]
- 永延2年 (988年) 8月、熒惑（火星）が軒轅女主（しし座のアルファ星）を犯す。（小右記）
- 建暦元年 (1211年) 11月1日、寅の刻、太白（金星）が房宿上の将星（さそり座ベータ星）を凌犯した。（吾妻鏡）